# Stazione di Murge Nere
La stazione di Murge Nere è una fermata ferroviaria della ferrovia San Severo-Peschici in località Murge Nere, contrada di San Menaio, frazione di Vico del Gargano, in provincia di Foggia.
È gestita dalle Ferrovie del Gargano.